# Миля чудес

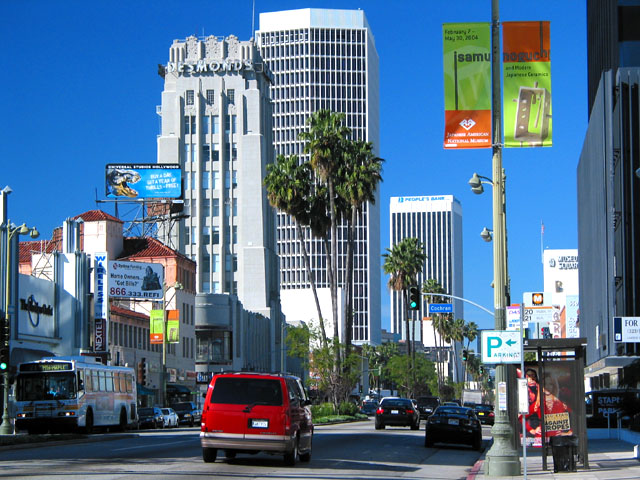
Миля чудес

«Миля чудес» (англ. Miracle Mile) — часть Лос-Анджелесского бульвара Уилшир в самом центре города между авеню Файрфакс и авеню Хайленд. Её протяжённость фактически полторы мили или 2,4 км.
«Миля» заполнена бутиками, ресторанами, театрами, ночными клубами. Здесь также находятся художественный и палеонтологический музеи.

## История
В начале 1920-х годов на месте бульвара Уилшир к западу от Вестерн авеню была грунтовая дорога, ведущая к фермам посреди бобовых полей. Позднее на этом месте были проложены пути трамвайной сети Los Angeles Pacific Electric Railways. Параллельные линии этой трамвайной системы с шириной колеи 1067 мм шли по бульварам Санта-Моника, Олимпик, Сан-Висенте, все они были связаны с севера и юга на авеню Файрфакс авеню Хайленд.
Девелопер A. W. Ross увидел потенциал развития этого района и создал проект развития района будущего бульвара Уилшир. Росс понимал, что будущее будет за автомобилями, поэтому им были разработаны требования по созданию максимально удобной для автомобилистов инфраструктуры: все дома должны быть построены вдоль одной линии, требовал с владельцев магазинов создания максимального количества парковочных мест, на бульваре были установлены светофоры. Торговые сети Desmonds, Silverwood’s, May Co., Coulter’s, Mullen & Bluett, Myer Siegel, Seibu постепенно заняли весь бульвар. Росс распорядился, чтобы все фасады зданий, выходящих на бульвар, были спроектированы так, чтобы их лучше всего было видно через лобовое стекло автомобиля. Это означало большие и броские вывески и крупные архитектурные украшения фасадов, заметные при скорости движения автомобиля 50 км/ч. В результате на бульваре строились здания в стилях ар-деко и Стримлайн модерн.
Политика Росса имела коммерческий успех. Изобретённая Россом градостроительная модель, ориентированная на автомобили и автомобилизацию, позже была принята на территории всех Соединённых Штатов.
Бульвар стал одним из самых привлекательных районов города и стал известен как Американские Елисейские поля.

## Факты
В 1988 году на экраны вышел фильм «Миля чудес», всё действие которого происходит в пределах этого участка бульвара.